# Crabbea galpinii
Crabbea galpinii är en akantusväxtart som beskrevs av C. B. Cl.. Crabbea galpinii ingår i släktet Crabbea och familjen akantusväxter. Inga underarter finns listade i Catalogue of Life.